# Pei Wenzhong
Dans ce nom chinois, le nom de famille, Pei, précède le nom personnel Wenzhong.
Pei Wenzhong, également transcrit par W. C. Pei et P'ei Wen-chung (zh), né le 19 janvier 1904 et mort le 18 septembre 1982, est un paléontologue et paléoanthropologue chinois. Il est considéré comme l'un des fondateurs de la paléoanthropologie en Chine.
Diplômé de l'université de Pékin en 1928, il a travaillé pour le Laboratoire de recherche sur le Cénozoïque (Cenozoic Research Laboratory (en) ) du Bureau géologique de Chine.

## Zhoukoudian
En 1929, il extrait la première calotte crânienne d'homme préhistorique trouvée en Chine, sur le site de Zhoukoudian, près de Pékin, ainsi qu'une série d'outils lithiques. Baptisés en 1927 par le médecin anatomiste canadien Davidson Black Sinanthropus pekinensis, les fossiles de l'Homme de Pékin seront réattribués dans les années 1960 à l'espèce Homo erectus. Pei Wenzhong réalise des études taphonomiques, à la suite de quoi il fut nommé directeur de terrain.
Il travaille sur le site avec de nombreux chercheurs européens et nord-américains, comme le paléontologue français Pierre Teilhard de Chardin,.
De 1933 à 1934, il dirige les fouilles de la grotte supérieure de Zhoukoudian avec l'extraction de nouveaux outils et de trois crânes d'Homo sapiens datés du Paléolithique supérieur, et il devient directeur du bureau local du Laboratoire de recherche du Cénozoïque.

## Doctorat à Paris
En 1935, il poursuit un doctorat en préhistoire à l'université de Paris sous la direction d'Henri Breuil, pendant deux années à l'Institut de paléontologie humaine,.
Il retourne sur le site en 1937, peu avant que les travaux soient interrompus par l'invasion japonaise du nord de la Chine.

## Après-guerre
Après la grotte de Zhoukoudian, Pei travaille sur de nombreux autres sites paléontologiques, notamment dans le Henan, au Djalai Nor (Zhalainur) près de la ville de Manzhouli (Mandchourie) en Mongolie-Intérieure, ainsi qu'au Gansu.
Après la transformation du Laboratoire de recherche sur le Cénozoïque en Institut de paléontologie des vertébrés et de paléoanthropologie (IVPP), il y poursuit ses recherches jusqu'à sa mort en 1982.
Ses cendres sont conservées sur le site de Zhoukoudian.

## Organismes et associations
En 1955, il est élu membre de l'Académie chinoise des sciences. Il devient également le premier président de l'Association chinoise des Musées de sciences naturelles (CANSM) et le second directeur du Musée d'histoire naturelle de Pékin.
Il entretient des échanges épistolaires avec des paléontologues de renom comme Camille Arambourg, directeur de l'Institut de paléontologie du Muséum national d'Histoire naturelle de France, à Paris.

## Crédit d'auteurs
- (en) Cet article est partiellement ou en totalité issu de l’article de Wikipédia en anglais intitulé « Pei Wenzhong » (voir la liste des auteurs).